# Lorenzo Mattotti
Lorenzo Mattotti, född 24 januari 1954 i Brescia i Lombardiet, är en italiensk serieskapare. På svenska finns utgivet Eldar på Epix förlag.